# Кострюков, Андрей Александрович
Андре́й Алекса́ндрович Кострюко́в (3 мая 1973, Наро-Фоминск, Московская область, РСФСР, СССР) — российский историк и педагог. Доктор исторических наук (2012), главный научный сотрудник Научно-исследовательского отдела новейшей истории РПЦ. Член Экспертного совета Высшей аттестационной комиссии при Министерстве образования и науки Российской Федерации по теологии
Один из авторов «Большой Российской энциклопедии» и энциклопедии «Россия в Первой мировой войне. 1914—1918». Автор 8 книг и более 100 научных статей и публикаций в журналах: «Отечественная история», «Вестник Российского университета дружбы народов», «Вестник ПСТГУ», «Клио», «Церковь и время», «Церковно-исторический вестник» и др.

## Биография
Андрей Александрович Кострюков родился 3 мая 1973 года в городе Наро-Фоминске Московской области.
В 2003 году в Московской духовной академии защитил диссертацию на соискание учёной степени кандидата богословия на тему «Деятельность русского военного духовенства в годы Русско-японской и Первой мировой войн». В 2004 году окончил миссионерско-катехизаторский факультет Православного Свято-Тихоновского богословского института, который в том же году был переименован в Православный Свято-Тихоновский гуманитарный университет. В том же году начал там преподавать.
26 декабря 2007 года на кафедре государственно-конфессиональных отношений Российской академии государственной службы защитил диссертацию на соискание учёной степени кандидата исторических наук на тему «Русская Зарубежная Церковь и Патриарх Тихон (1920—1925 гг.)».
С 2010 года — доцент кафедры истории Русской Православной Церкви Православного Свято-Тихоновского гуманитарного университета.
29 октября 2012 года в ПСТГУ защитил диссертацию на соискание учёной степени доктора исторических наук на тему «Русская Зарубежная Церковь: создание, взаимоотношения с московской церковной властью и внутренние разделения в 1920—1938 гг.».
C 2015 года — научный редактор Вестника ПСТГУ: Серия «История Русской Православной Церкви».
30 мая 2016 года приказом министерства образования и науки Российской Федерации включён в состав объединённого диссертационного совета Д 999.073.04 по теологии общецерковной аспирантуры и докторантуры имени святых равноапостольных Кирилла и Мефодия, Православного Свято-Тихоновского гуманитарного университета, Московского государственного университета имени М. В. Ломоносова и Российской академии народного хозяйства и государственной службы при Президенте Российской Федерации.
С 2020 года профессор кафедры общей и русской церковной истории и канонического права Православного Свято-Тихоновского гуманитарного университета.
Также преподаёт курс «Русская церковная диаспора: основные направления, тенденции и проблемы» в магистратуре Свято-Филаретовского института.

## Публикации
- Русская Зарубежная Церковь в первой половине 1920-х годов. Организация церковного управления в эмиграции и его отношения с Московской Патриархией при жизни Патриарха Тихона. — М.: Издательство ПСТГУ, 2007. — 398 с. — ISBN 978-5-7429-0262-1.
- Архиепископ Серафим (Соболев): жизнь, служение, идеология. — М.: Издательство «ФИВ», 2011. — 264 с. — ISBN 978-5-91862-004-5.
- Русская Зарубежная Церковь в 1925—1938 гг. Юрисдикционные конфликты и отношения с московской церковной властью. — М.: Издательство ПСТГУ, 2011. — 624 с. — ISBN 978-5-7429-0639-1.
- Жизнеописание архиепископа Серафима (Соболева). — София: Синодальное издательство, 2011. — 195 с. — ISBN 978-954-8398-69-5.
  - Жизнеописание на архиепископ Серафим (Соболев). — София: Подворие на Патриарх Московски и на цяла Русия в София; Синодално издателство на БПЦ. 2011 (на болгарском яз.) — ISBN 978-954-8398-70-1
  - Sfântul Serafim Din Sofia. Ocrotitorul elevilor şi al studenţilor. — Bucureşti: Editura Areopag. 2020. – 288 с. (на румынском языке)
- Русская Зарубежная Церковь в 1939—1964 гг.: Административное устройство и отношения с Церковью в Отечестве. — М.: Издательство ПСТГУ, 2015. — 488 с. — ISBN 978-5-7429-0931-6.
- Пламень огненный. Жизнь и наследие архиепископа Серафима (Соболева). — М.: Издательство Сретенского монастыря, 2015. — ISBN 978-5-7533-0930-3.
- Из истории взаимоотношений Русской и Константинопольской Церквей в XX веке. — М.: Изд-во ПСТГУ, 2017. — 376 с. (совместно с иереем А. Мазыриным)
- Русская Зарубежная Церковь при митрополите Филарете (Вознесенском). — М.: Издательство ПСТГУ, 2021. — 496 с. — ISBN 978-5-7429-1388-7.

- Учебные материалы по программе профессиональной переподготовки «Теология». Ч. 2. — М.: ПСТГУ. 2008 (в коллективе авторов).
  - Учебно-методические материалы по программе профессиональной переподготовки «Теология». 2-е издание, исправленное и дополненное. М: ПСТГУ. 2012 (в коллективе авторов).
  - Учебно-методические материалы по программе профессиональной переподготовки «Теология». 3-е издание, исправленное и дополненное. М: ПСТГУ. 2016 (в коллективе авторов).
- Учебные материалы по программе профессиональной переподготовки «Теология». Для слушателей вечерней формы обучения на 2010—2011 г. — М.: ПСТГУ. 2010. (в коллективе авторов).
- Актуальные проблемы истории Русской Православной Церкви (История Русской Зарубежной Церкви). Программа курса. - М.: Издательство ПСТГУ. 2011.
- Лекции по истории Русской Церкви (1917—2008). — М.: Издательство ПСТГУ, 2018. — 368 с. — ISBN 978-5-7429-1108-1.
- Учебно-методические материалы по программе «Теология». Церковная история и каноническое право. — М. Изд. ПСТГУ. 2020. (совместно с А. Л. Дворкиным и Е. В. Сильверстовой)
- История русской церковной эмиграции в XX–XXI веках : Учебно-методическое пособие для студентов гуманитарных направлений и специальностей высших учебных заведений. — М.: Свято-Филаретовский институт, 2022. — 60 с. — ISBN 978-5-89100-262-3.
- История Русской Зарубежной Церкви: 1920–2007: Учебное пособие. — М.: Изд-во ПСТГУ, 2024. — 448 с. — ISBN 978-5-7429-1601-7.

- Русская Зарубежная Церковь и указ патриарха Тихона об упразднении заграничного Высшего Церковного управления // Отечественная история. — 2007. — Сентябрь–октябрь (№ 5). — С. 72–86.
- К вопросу о политических воззрениях русского епископата в эмиграции в начале 20-х гг. XX века // Вестник Российского университета дружбы народов. Серия «История России». — 2007. — № 4. — С. 92–98.
- Ставропольский Собор 1919 г. и организация Временного Высшего Церковного управления на Юго-востоке России // Уральский исторический вестник. — 2008. — № 4 (21). — С. 71–75.
  - Ставропольский Собор 1919 г. и организация Временного Высшего Церковного управления на юге России // Православная жизнь. — 2009. — № 5 (685). — С. 1–11.
- Предпосылки участия архиепископа Серафима (Соболева) во Всеправославном Совещании 1948 года // Вестник ПСТГУ. Серия II: История Русской Православной Церкви. — 2010. — Вып. 2 (35). — С. 52–60.
- Русская Зарубежная Церковь и автокефалия Польской Церкви // Вестник ПСТГУ. Серия II: История Русской Православной Церкви. — 2010. — Вып. 4 (37). — С. 17–27.
- К истории разделения между Московской Патриархией и Североамериканской митрополией в 1933 г. // Вестник ПСТГУ. Серия II: История Русской Православной Церкви. — 2011. — Вып. 3 (40). — С. 46–58.
- Новые сведения о взглядах архиепископа Богучарского Серафима (Соболева) на проблемы Русской Православной Церкви // Вестник ПСТГУ. Серия II: История Русской Православной Церкви. — 2011. — Вып. 5 (42). — С. 124–133.
- Русская Зарубежная Церковь и Патриарший местоблюститель митрополит Петр (Полянский) // Клио. — 2011. — № 2 (53). — С. 84–87.
- К истории взаимоотношений между Русской Зарубежной Церковью и Константинопольской Патриархией в 1920–1924 гг. // Вестник ПСТГУ. Серия II: История Русской Православной Церкви. — 2011. — Вып. 6 (43). — С. 58–69.
- Русская Зарубежная Церковь и обновленческий раскол в 1920—1930-е годы // Вестник Челябинского государственного университета. История. — 2011. — Вып. 34 (249). — С. 84–89.
  - Русская Зарубежная Церковь и обновленческий раскол в 1920—1930-е годы // Первые церковно-исторические Митрофановские чтения в ВГУ. — Воронеж: Воронежский государственный университет; Воронежская духовная семинария, 2012. — С. 183–194.
  - Русская Зарубежная Церковь и обновленческий раскол в 1920—1930-е годы // Историко-религиоведческие исследования. — Воронеж: ВГУ, 2014. — Вып. 1. — С. 87–97.
- Обстоятельства разделения между Русской Зарубежной Церковью и митрополитом Евлогием в 1926 г. // Ярославский педагогический вестник. — 2011. — Т. I (Гуманитарные науки), № 4. — С. 69–77.
- Л. Н. Парийский о церковной ситуации в Америке в середине 1940-х гг. // Вестник ПСТГУ. Серия II: История Русской Православной Церкви. — 2012. — Вып. 6 (49). — С. 65–118.
- К вопросу о подготовке канонизации царской семьи в Русской Зарубежной Церкви // Вестник ПСТГУ. Серия II: История Русской Православной Церкви. — 2013. — Вып. 3 (52). — С. 42–51.
- Споры о церковном отпевании и канонизации Императора Николая II в Русской Зарубежной Церкви // Дом Романовых в истории: материалы международной научно-богословской историко-краеведческой конференции. Пятые Феодоритовские чтения. — Мурманск — Санкт-Петербург: Ладан, 2013. — С. 353–361.
  - Споры о церковном отпевании и канонизации Императора Николая II в Русской Зарубежной Церкви // Северный благовест. — 2013. — № 27. — С. 60–66.
- Экзарх Болгарской Церкви митрополит Стефан и Московская Патриархия // Вестник ПСТГУ. Серия II: История Русской Православной Церкви. — 2013. — Вып. 5 (54). — С. 31–43.
- К истории воссоединения с Московским Патриархатом приходов Западноевропейского экзархата в послевоенные годы (1945—1946) // Вестник ПСТГУ. Серия II: История Русской Православной Церкви. — 2013. — Вып. 6 (55). — С. 72–84.
- Епископ Нолинский Александр (Малинин): забытый исповедник // Вестник ПСТГУ. Серия II: История Русской Православной Церкви. — 2014. — Вып. 2 (57). — С. 82–89.
- «Чужой хлеб больше, чем горек…». Письма архимандрита Феодосия (Мельника) архимандриту Антонию (Синькевичу) // Вестник ПСТГУ. Серия II: История Русской Православной Церкви. — 2015. — Вып. 5 (66). — С. 115–140.
- О некоторых причинах неудачи православия западного обряда // Вестник ПСТГУ. Серия II: История Русской Православной Церкви. — 2016. — Вып. 2 (69). — С. 80–98.
- Дарование автокефалии Православной Церкви в Америке в свете документов церковных архивов // Вестник ПСТГУ. Серия II: История Русской Православной Церкви. — 2016. — Вып. 3 (70). — С. 93–103.
- Начало «духовной весны» или восхождение на Голгофу? (проблемы 1917 года на страницах периодической печати военно-духовного ведомства) // Свет Христов просвещает всех. Альманах Свято-Филаретовского Православно-христианского института. — 2018. — Вып. 25. — С. 28–42.
- Святитель Серафим (Соболев) и «Дело князя Лобанова-Ростовского» // Вестник ПСТГУ. Серия II: История Русской Православной Церкви. — 2018. — Вып. 82. — С. 107–134.
- Подготовка Московского совещания глав и представителей поместных православных Церквей 1948 г. // Российская история. — 2019. — № 1. — С. 197–206.
- «Врачу, исцелися сам» (Лук. 4.23). Профессор С. В. Троицкий против «восточного папизма» Константинополя (вступ. ст., публ. и примеч.) // Вестник ПСТГУ. Серия II: История Русской Православной Церкви. — 2019. — Вып. 87. — С. 141–148.
- Отношение Русской Зарубежной Церкви к инославию при митрополите Филарете (Вознесенском) // Вестник Свято-Филаретовского института. — 2020. — Вып. 35. — С. 248–269.
- К вопросу о взаимоотношениях Сербской и Русской Зарубежной Церквей в 1960—1980-е гг. // Вестник ПСТГУ. Серия II: История Русской Православной Церкви. — 2020. — Вып. 92. — С. 144–157.
- Предоставление автокефалии Православной Церкви в Америке и московско-константинопольские отношения // Российская история. — 2020. — № 3. — С. 148–155.
- Сближение Русской Зарубежной Церкви со старостильным движением при митрополите Филарете (Вознесенском) // Вестник Свято-Филаретовского института. — 2021. — Вып. 38. — С. 160–179.
- Позиция Русской Зарубежной Церкви по вопросу о благодатности Московской Патриархии при митрополите Филарете (Вознесенском) // Вестник ПСТГУ. Серия II: История Русской Православной Церкви. — 2021. — Вып. 98. — С. 130–142.
- «Остаюсь искренним другом Русской Православной Зарубежной Церкви»: письма иеромонаха Василия (Родзянко) протопресвитеру Георгию Граббе // Вестник ПСТГУ. Серия II: История Русской Православной Церкви. — 2022. — Вып. 104. — С. 161–184.
- По вопросу о юрисдикции Московской Патриархии (неутвержденный проект указа 1950 года) (Публ., вступительная статья и комментарии) // Вестник Свято-Филаретовского института. — 2022. — Вып. 42. — С. 152—168.
- «Продолжается земная жизнь, полная неимоверных трудов…»: письма митрополита Литовского и Виленского Елевферия (Богоявленского) митрополиту Сергию (Страгородскому) (Публ., вступительная статья и комментарии) // Вестник ПСТГУ. Серия II: История. История Русской Православной Церкви. — 2023. — Вып. 111. — С. 154–187.
- «Искренно скорблю о трагической смерти много уважаемого и ценимого Иерарха, Высокопреосвященного Архиепископа Иоанна». Митрополит Литовский и Виленский Елевферий (Богоявленский) о гибели священномученика Иоанна (Поммера) и других событиях церковной жизни (Публ., вступительная статья и комментарии) // Христианское чтение. — 2023. — № 2. — С. 362–372.
- Неровный штрих к картине межцерковных отношений 1930-х гг. Письмо митрополита Московского Сергия (Страгородского) Патриарху Константинопольскому Вениамину (Псомасу) по поводу Совещания русских зарубежных иерархов под председательством Патриарха Сербского Варнавы (Росича) // Вестник ПСТГУ. Серия II: История. История Русской Православной Церкви. — 2023. — Вып. 115. — С. 161–172. (в соавт. со свящ. Александром Мазыриным)
- Письмо митрополита Сергия (Страгородского) митрополиту Елевферию (Богоявленскому) об отношении некоторых архиереев к компромиссной политике Московской Патриархии // Вестник ПСТГУ. Серия II: История. История Русской Православной Церкви. — 2024. — Вып. 117. — С. 165–175.
- Русская Зарубежная Церковь и начало «Свободной Церкви» (1990–1995 гг.) // Вестник ПСТГУ. Серия II: История. История Русской Православной Церкви. — 2024. — Вып. 120. — С. 57—78.

- Евлогий : [арх. 2 октября 2022] // Динамика атмосферы — Железнодорожный узел. — М. : Большая российская энциклопедия, 2007. — С. 511—512. — (Большая российская энциклопедия : [в 35 т.] / гл. ред. Ю. С. Осипов ; 2004—2017, т. 9). — ISBN 978-5-85270-339-2.
- Западноевропейский экзархат русских православных приходов : [арх. 26 сентября 2022] // Железное дерево — Излучение. — М. : Большая российская энциклопедия, 2008. — С. 244—245. — (Большая российская энциклопедия : [в 35 т.] / гл. ред. Ю. С. Осипов ; 2004—2017, т. 10). — ISBN 978-5-85270-341-5.
- Изъятие церковных ценностей : [арх. 19 октября 2022] // Излучение плазмы — Исламский фронт спасения. — М. : Большая российская энциклопедия, 2008. — С. 61. — (Большая российская энциклопедия : [в 35 т.] / гл. ред. Ю. С. Осипов ; 2004—2017, т. 11). — ISBN 978-5-85270-342-2.
- Иоанн Кронштадтский : [арх. 23 октября 2022] // Излучение плазмы — Исламский фронт спасения. — М. : Большая российская энциклопедия, 2008. — С. 521. — (Большая российская энциклопедия : [в 35 т.] / гл. ред. Ю. С. Осипов ; 2004—2017, т. 11). — ISBN 978-5-85270-342-2.
- Серафим (Соболев) // Православная энциклопедия. — М., 2021. — Т. LXII : Свенская Печерская икона Божией Матери — Сергий. — С. 509—511. — 39 000 экз. — ISBN 978-5-89572-069-1.

- Военное духовенство и развал армии в 1917 году // Церковь и время. 2005. — № 2 (31). — С. 143—198.
  - О некоторых условиях служения военного духовенства в годы Первой Мировой войны // Вестник ПСТГУ. II. История Русской Православной Церкви. 2005. Вып. I. — С. 24-44.
- Митрополит Евлогий (Георгиевский) и патриарший указ об упразднении Зарубежного ВЦУ от 5 мая 1922 года (№ 348/349) // XV Ежегодная богословская конференция Православного Свято-Тихоновского гуманитарного университета. Материалы 2005. — Т. 1. — М.: ПСТГУ. 2005. — С. 318—327.
  - Митрополит Евлогий (Георгиевский) и Патриарший указ об упразднении зарубежного ВЦУ // Журнал Московской Патриархии. 2006. — № 12. — С. 75—81.
  - Митрополит Евлогий (Георгиевский) и патриарший указ об упразднении Зарубежного ВЦУ от 5 мая 1922 года (№ 348/349) // Церковно-исторический вестник. 2005—2006. — № 12-13. — С. 58-66.
- Протопресвитер Георгий Шавельский и Карловацкий Синод // Церковь и время. 2006. — № 1 (34). — С. 134—151.
- Русские военные священники в немецко-австрийском плену в годы Первой Мировой войны // Церковь и время. 2006. — № 2 (35). — С. 109—118.
- Архипастырь русского рассеяния // Митрополит Антоний (Храповицкий). Архипастырь русского рассеяния. Джорданвилль. Свято-Троицкая духовная семинария. 2006. — С. 39—42.
- Преодолевший разделение. К жизнеописанию архиепископа Серафима (Соболева) // Церковь и время. 2006. — № 3 (36). — С. 98-115.
  - Между Москвой и Карловцами. К жизнеописанию архиепископа Серафима (Соболева) // Церковь в истории России. Сб. 8. — М.: Российская академия наук. Институт Российской истории. 2009. — С. 363—378.
  - Преодолевший разделение. К жизнеописанию архиепископа Серафима (Соболева) // Образ жизни. 2010. — № 1 (7). — С. 26—33.
- Борьба зарубежных иерархов с демократическими тенденциями в церковном управлении в двадцатые годы XX века // XVI Ежегодная богословская конференция Православного Свято-Тихоновского гуманитарного университета. Материалы 2006. Т.1. М. ПСТГУ. 2006. — С. 123—129.
- Участие епископа Серафима (Соболева) в реорганизации заграничного церковного управления в 1922—1923 годах // Вестник ПСТГУ. II. История Русской Православной Церкви. 2006. Вып. 3 (20). — С. 47—59.
- К истории служения военного духовенства в годы Русско-японской войны // Православная культура в России: прошлое и настоящее (по материалам Вторых Свято-Филаретовских чтений). М. Пашков дом. 2007. — С. 135—145.
- История Русского церковного разделения // Журнал Московской Патриархии. 2007. — № 7. — С. 82—95 (совместно с прот. Н. Балашовым).
- Мнения представителей русской эмиграции о Церковном управлении заграницей в первые месяцы после Патриаршего указа № 348 (349) // Церковь и время. 2007. — № 2 (39). — С. 183—232.
- К истории взаимоотношений между Сербской Православной Церковью и Архиерейским Синодом в Сремских Карловцах // XVII Ежегодная богословская конференция Православного Свято-Тихоновского гуманитарного университета. Материалы 2007. — Т. 1. — М. ПСТГУ. 2007. — С. 244—249.
  - К истории взаимоотношений между Сербской Православной Церковью и Архиерейским Синодом в Сремских Карловцах // Православная жизнь. 2009. — № 2 (682). — С. 1—14.
- Особенности богослужения в действующей армии в начале XX века (об одном «свидетельстве» Н. Д. Жевахова) // Церковно-исторический вестник. 2007. — № 14. — С. 153—162.
- Принятие в юрисдикцию Московского Патриархата священнослужителей Русской Зарубежной Церкви в Югославии в 1945 г. // Вестник ПСТГУ. II. История Русской Православной Церкви. 2008. — Вып. 2 (27). — С. 75—84.
- Вопрос о цареубийстве и монархии с точки зрения высшей иерархии Русской Зарубежной Церкви в довоенный период // Император Николай II и его время. Сборник материалов Всероссийской научно-просветительской конференции с международным участием. - Екатеринбург: Екатеринбургская епархия; ИИиА УрО РАН. 2008. — С. 152—162.
- Скорби «строевого капитана» (военное духовенство в предреволюционную эпоху) // Материалы Международной научной конференции «1917-й: Церковь и судьбы России. К 90-летию Поместного Собора и избрания Патриарха Тихона». — М.: ПСТГУ. 2008. — С. 43—56.
- Временное Высшее Церковное управление на Юго-Востоке России как начало зарубежной церковной власти // Вестник ПСТГУ. II. История Русской Православной Церкви. 2008. — Вып. 3 (28). — С. 50—60.
- Новые документы по истории взаимоотношений между Патриархом Тихоном и Карловацким Синодом // Вестник ПСТГУ. II. История Русской Православной Церкви. 2008. — Вып. 3 (28). — С. 119—125.
- Деятельность Церковного управления на юго-востоке России в годы Гражданской войны // Гражданская война на Востоке России: Материалы Всероссийской научной конференции (г. Пермь, 25 — 26 ноября 2008 г.). - Пермь. Пермский государственный архив новейшей истории. 2008. — С. 163—170.
- Сербская Церковь и вопрос о правах Зарубежного Синода в конце Второй мировой войны // XVIII Ежегодная богословская конференция Православного Свято-Тихоновского гуманитарного университета. Материалы. — Т. 1. — М.: ПСТГУ. 2008. — С. 282—287.
- Новые документы к жизнеописанию архиепископа Сергия (Ларина). Воспоминания епископа Василия (Родзянко) и М. Е. Губонина // Вестник ПСТГУ. II. История Русской Православной Церкви. 2009. — Вып. 1 (30). — С. 123—150 (совместно с Н. А. Кривошеевой).
- От разделения к единству // Русская история. 2009. — № 2 (4). — С. 16 — 23.
- Какие полномочия получил архиепископ Евлогий (Георгиевский) в октябре 1920 года? // XIX Ежегодная богословская конференция Православного Свято-Тихоновского гуманитарного университета. Материалы. Т. 1. — М. ПСТГУ. 2009. — С. 270—273.
- Архиепископ Царицынский Дамиан (Говоров) и его просветительская деятельность в эмиграции // Церковно-исторический вестник. — № 16 — 17. 2009/2010. — М.: Издание Общества любителей церковной истории. — С. 81—89.
- Новые сведения о жизни и деятельности митрополита Сергия (Страгородского) в 1920—1930-е гг. // Православие в судьбе Урала и России: история и современность. Материалы Всероссийской научно-практической конференции (г. Екатеринбург, 18 — 20 апреля 2010 г.). Екатеринбург: ИИА УрО РАН; Издательство Екатеринбургской епархии, 2010. — С. 329—334.
  - Новые сведения о жизни и деятельности митрополита Сергия (Страгородского) в 1920—1930-е гг. (по материалам архива протоиерея Стефана Ляшевского) // ХХ Ежегодная богословская конференция Православного Свято-Тихоновского гуманитарного университета. Материалы. Т. 1. — М. ПСТГУ. 2010. — С. 312—316.
- Русская Зарубежная Церковь и преодоление «болгарской схизмы» // Троицкое наследие. 2010. — № 1 (27). — С. 14—17.
- Партия консерваторов в Болгарской Церкви и коммунистическая власть (к разоблачению одного укоренившегося мифа) // Троицкое наследие. 2010. — № 2 (28). — С. 18—25.
- Русская Зарубежная Церковь и Американская митрополия в 1920—1926 гг. // Троицкое наследие. 2010. — № 4 (30). — С. 54 — 65.
- Пастырское служение архиепископа Серафима (Соболева) в Болгарии // Церковь и время. 2010. — № 3 (52). — С. 219—240.
- Архиепископ Серафим (Соболев) в Болгарии // Образ жизни. 2011. — № 1 (10). — С. 42 — 51.
- Обстоятельства разделения между Архиерейским Синодом РПЦЗ и Североамериканской митрополией // XXI Ежегодная богословская конференция Православного Свято-Тихоновского гуманитарного университета. Материалы. — Т. 1. М. ПСТГУ. 2011. — С. 286—293.
- Протопресвитер Георгий Шавельский и вопрос о каноничности Белокриницкой иерархии // «А мне глаголати неленостно…» Раскол и старообрядчество в современной рефлексии: сб. науч. тр. Кострома: КГУ им. Н. А. Некрасова. 2012. — С. 178—181.
- Взгляд Русской Зарубежной Церкви на государственное устройство России в довоенный период // XXII Ежегодная богословская конференция Православного Свято-Тихоновского гуманитарного университета. Материалы. — Т. 1. — М.: ПСТГУ. 2012. — С. 136—141.
- Отношение протопресвитера Георгия Шавельского к старообрядчеству // Труды преподавателей и выпускников Воронежской православной духовной семинарии. Вып. 6. Воронеж: Издательский отдел Воронежской православной духовной семинарии. 2012. — С. 251—261.
- Почему не состоялся диалог? К вопросу о взаимоотношениях между католичеством и церковными структурами русской эмиграции в 1920—1930-е гг. // Страницы. 2012. — Т. 16. — Вып. 3. — С. 406—416.
- Архиепископ Серафим (Соболев) и церковные проблемы современности // Москва. 2013. — № 4. — С. 224—236.
- Русская церковная эмиграция о Церковном управлении заграницей и полномочиях митрополита Антония после указа № 348 (349) // Metropolitan Antonii (Khrapovitskii). Archpastor of the Russian Diaspora. Jordanille: Foundation of Russian History. 2014. — С. 331—348.
- Архиепископ Челябинский Гавриил (Чепур) — духовный преемник святых Кирилла и Мефодия (К 140-летию со дня рождения) // Двенадцатый Славянский научный собор «Урал. Православие. Культура». Кирилло-мефодиевская традиция: история в современности: материалы всероссийской научно-практической конференции / Сост. И. Н. Морозова. Челябинск: Челябинская государственная академия культуры и искусств. 2014. — С. 55—63.
- Духовенство великой войны // Парфенон сегодня. 2013. — № 4 (7). — С. 16—23.
- Подвиг русского военного духовенства в годы Первой мировой войны // Журнал Московской Патриархии. 2014. — № 7. — С. 66—71.
- Римо-католичество и церковные структуры русской эмиграции: почему не состоялся диалог? // Россия и Ватикан: Вып. 3: Русская эмиграция в Европе и Католическая Церковь между двумя мировыми войнами / Под ред. Е. С. Токаревой, А. В. Юдина. — М.: ЛЕНАНД. 2014. — С. 125—136.
- Загадка «владыки Иоанна» // Журнал Московской Патриархии. 2014. — № 9. — С. 50—53.
- Влияние русского монашества на церковную жизнь Болгарии в 1920—1940-е гг. // Древняя Русь: во времени, в личностях, в идеях. Παλαιορωσια: εν χρονω, εν προσωπω, εν ειδει. Альманах. Вып. 2: Материалы научной конференции «Преподобный Сергий Радонежский: личность в контексте эпохи и история его почитания». Санкт-Петербург, 1 — 3 октября 2014 г. / Под ред. к.и.н. свящ. К. Костромина. — СПб; Казань. 2014. — С. 141—151.
- Свято-Троицкий монастырь в Джорданвилле — духовный центр русского православного зарубежья // Северный благовест. 2014. — № 28. — С. 40—45.
- Духовенство военное // Россия в Первой мировой войне. 1914—1918. Энциклопедия. В 3 т. / отв. ред. А. К. Сорокин. — М.: Политическая энциклопедия. 2014. — Т. 1. — С. 651—653.
- Русское военное духовенство накануне войны // Первая мировая война: взгляд спустя столетие. Предвоенные годы. — М.: МНЭПУ. 2014. — С. 566—574.
- К вопросу о посмертном почитании архиепископа Серафима (Соболева) // Россия — Болгария. Образы духовного единства. — София: Подворье Патриарха Московского и всея Руси в Софии (Болгария). 2015. — С. 173—181.
- Русская Православная Церковь за границей и Великая Отечественная война // Макарьевские чтения: материалы Х Международной конференции (25 — 27 ноября 2015 года). — Горно-Алтайск: РИО ГАГУ. 2015. — С. 153—159.
- Архиепископ Богучарский Серафим (Соболев). К 135-летию со дня рождения // Православный церковный календарь Воронежской митрополии. 2016. Издание Воронежской митрополии. 2015. — С. 150—156.
- Житие на светител Серафим, архиепископ Богучарски, Софийски Чудотворец // Светител Серафим, архиепископ Богучарски, Софийски Чудотворец. Житие, аскетически поучения и проповеди. София: Подворие на Патриарх Московски и на цяла Русия в София; Синодално издателство на БПЦ. 2016 (на болгарском яз.) — С. 19—60.
- Великое счастье служить // Журнал Московской Патриархии. 2016. — № 4. — С. 48—52.
- Протоиерей Стефан Ляшевский — пастырь, ученый, исповедник (к 30-летию со дня кончины) // Русская Старина. 2016. — № 2. — С. 137—146.
- О собрании проповедей протоиерея Валентина Амфитеатрова (совместно с Е. Н. Викторовой) // Собрание проповедей протоиерея Валентина Амфитеатрова. — М.: Университет Дмитрия Пожарского. 2016. — С. 13—20.
- Штрихи к портрету святителя Серафима: находки и перспективы // Православный Воронеж. 2016. — № 9—10 (198—199). — С. 10.
  - Щрихи към портрета на свети Серафим (Соболев): нови открытия и перспективи // globalorthodoxy.com, 3 сентября 2017
- Невыполненный завет митрополита Платона (К истории православия западного обряда) // Платоновские чтения, 1 декабря 2015: сб. матер. / Перервинская духовная. — М.: ПДС. 2016. — С. 20—28.
- От Владимира Святославича до Владимира Кирилловича (Русская Зарубежная Церковь и династический вопрос) // Северный благовест. 2016. — № 29. — С. 28 — 32.
- Забытые подвижницы: духовные дочери архиепископа Серафима (Соболева) // Северный благовест. 2016. — № 29. — С. 122—127.
- Пастырское служение архиепископа Серафима (Соболева) // Прославление и почитание святых в Русской Православной Церкви. XXIV Международные Рождественские образовательные чтения. Материалы конференции. — М.: ПСТГУ. 2016. — С. 40—46.
- Распоряжения Патриарха Тихона относительно Русской Зарубежной Церкви // ХХVII Ежегодная богословская конференция Православного Свято-Тихоновского гуманитарного университета: Материалы. — М. Изд. ПСТГУ. 2016. — С. 88—92.
- От воодушевления до полной растерянности. Русская армия и военное духовенство в 1917 году // Журнал Московской Патриархии. 2017. — № 9. — С. 76—83.
- Архив протоиерея Стефана Ляшевского как источник по истории Русской Церкви и Северного Кавказа // Православие в истории и культуре Северного Кавказа: вопросы источниковедения и историографии. Материалы VII Международных Свято-Игнатьевских чтений. — Вып. 1. Ставрополь: Издательский центр СтДС. 2017. — С. 311—320.
- Свидетельство о вере и родине. Русская Православная Церковь за границей // Живая история. 2017. — № 10. — С. 42—47.
- Миссия и идеология Русской Зарубежной Церкви в первые послевоенные десятилетия // Русское Зарубежье — история и наследие: к 10-летию воссоединения РПЦ и РПЦЗ. — М.: Феория. 2017. — С. 48—55.
- Коммунистическое государство и Русская Зарубежная Церковь // Материалы церковно-научной конференции «100-летие начала эпохи гонений на Русскую Православную Церковь». Храм Христа Спасителя, г. Москва, 16 июня 2017. — М.: Изд. Московской Патриархии Русской Православной Церкви. 2018. — 160 с. — С. 79—91.
- Строить будут после меня. К 75-летию со дня кончины Патриарха Сергия (Страгородского) // Журнал Московской Патриархии. 2019. — № 6. — С. 50—56.
- К вопросу о прославлении Русской Зарубежной Церковью инославных христиан // Православие в Балтии. 2020. — № 9 (18). — С. 73—80.
- Русская Зарубежная Церковь против канонических нарушений Фанара в 1920—1930-е гг // Причины и вызовы текущего кризиса межправославных отношений. Материалы научно-практической конференции (ПСТГУ, 25 — 26 февраля 2019 года). — М.: ПСТГУ. 2020.
- К истории взаимоотношений между Русской Зарубежной Церковью и катакомбным движением на родине в 1970—1980-х гг. // Церковь и время. 2020. — № 1 (90). — С 118—136.
- Первоначальный список новомучеников, подготовленный Русской Зарубежной Церковью для канонизации 1981 года // Церковь и время. 2020. — № 2 (91). — С. 51—116.
- Русская Зарубежная Церковь и антисоветское сопротивление на родине в 1960—1980 гг. // Церква мученикiв: гонiння на вiру та Церква у ХХ столiттi: матерiали Мiжнародної наукової конференцїї (6 — 7 лютого 2020 р., Свята Успеньска Києво-Печерьска Лавра). — Київ: Видавничий вiддiл Української Православної Церкви. 2020. — С. 379—389.
- «Незапятнанная архиерейская совесть». Жизнь и мученическая кончина митрополита Бориса (Разумова) // XXX Ежегодная богословская конференция Православного Свято-Тихоновского гуманитарного университета. — М.: ПСТГУ, 2020. — С. 129–134.
- К истории канонизации новомучеников и исповедников Российских в Русской Зарубежной Церкви // Церковь и время. — 2020. — № 4 (93). — С. 161–182.
- Горький урок. Последние годы служения митрополита Серафима (Лукьянова, 1879—1959) // VII Валаамские образовательные чтения «Богоизбранная обитель»: к 30-летию возрождения монашеской жизни на Валааме. Материалы международной конференции. — 2020. — С. 194–201.
- Зарубежное Высшее церковное управление в Константинополе // Журнал Московской Патриархии. — 2021. — № 3. — С. 68–73.
- Проблемы каноничности русского западноевропейского экзархата и Североамериканской митрополии в свете Московско-Константинопольских отношений в 1960—1970-е гг. // Единство Церкви в Предании, истории и современности: материалы научной конференции 14–16 ноября 2019 г.. — М.: Издательство ПСТГУ, 2021. — С. 262–271.
- Сближение Русской зарубежной церкви со старостильным движением при митрополите Филарете (Вознесенском) // Вестник Свято-Филаретовского института. — 2021. — Вып. 38. — С. 160–179.
- Отношения Русской Зарубежной Церкви с Поместными Церквами при митрополите Филарете (Вознесенском) // Русская эмиграция: церковная жизнь и богословско-философское наследие, Москва, 10–12 марта 2021 года. — Москва: Православный Свято-Тихоновский гуманитарный университет, 2022. — С. 121–131.

- «Истины Христовой светлые служители» [Рец.:] Доненко Н., протоиерей «Новомученики Михаил Богословский, Виктор Киранов, Александр Ильенков; Город в годы воинствующего атеизма, 1919—1939» — Феодосия; М.: Издат. дом «Коктебель», 2006. — 224 с.: ил. — (Образы былого. — Вып. 7) // Вестник ПСТГУ. II. История Русской Православной Церкви. 2007. — Вып. 2 (23). — С. 183—187.
- Церковное подполье XX века как предмет исторического исследования. [Рец.:] Беглов Алексей. В поисках «безгрешных катакомб». Церковное подполье в СССР. — М.: Издательский Совет Русской Православной Церкви, «Арефа». 2008. 352 с. // Вестник ПСТГУ. II. История Русской Православной Церкви. 2009. — Вып. 2 (31). — С. 135—141.
- «Носитель благодати и наследия Святой Руси». [Рец.:] Корнилов А. Монах от Оптиной до Платины. Жизнь епископа Сеаттлийского Нектария (Концевича). Нижний Новгород. 2008. // Вестник ПСТГУ. II. История Русской Православной Церкви. 2009. — Вып. 3 (32). — С. 161—164.
- [Рец.:] Корнилов А. А. «Переправимся на ту сторону…» Деятельность православного духовенства в лагере перемещенных лиц Шляйсгайм (1945—1951 гг.). Н. Новгород; Мюнхен. 2011 // Вестник ПСТГУ. II. История Русской Православной Церкви. 2012. — Вып. 5 (48). — С. 141—145.
- [Рец.:] Болотов С. В. Русская Православная Церковь и международная политика СССР в 1930-е — 1950-е годы. — М.: Издательство Крутицкого подворья. Общество любителей церковной истории, 2011. 315 с. // Российская история. 2012. — № 5. — С. 205—208.
- Рец.: Щеглов Г. Э. Хранитель. Жизненный путь Федора Михайловича Морозова. Минск: Врата. 2012 // Вестник ПСТГУ. II. История Русской Православной Церкви. 2013. — Вып. 2 (51). — С. 142—144
- Церковное нормотворчество. Новый сборник правовых актов Русской Православной Церкви заграницей [Рец.:] Законодательство Русской Православной Церкви Заграницей. 1921—2007 / Сост. Анашкин Д. П. — М.: Изд-во ПСТГУ. 2012 // ЖМП. 2013. — № 2. — С. 104—105
- Я не верю в смерть. Если вы меня убьете — я буду жить. Новый сборник по истории гонений на Русскую Православную Церковь. [Рец.:] Судебный процесс против саратовского духовенства в 1918—1919 гг. / Публикация А. И. Мраморнова. — М.: Изд-во Новоспасского монастыря; Саратов: Издательство Саратовской митрополии. 2013 // ЖМП. 2013. — № 6. — С. 104—105.
- Мощи святых — свидетели гонений. [Рец.:] Кашеваров А. Советская власть и судьбы мощей православных святых. СПб.: Наука. 2013 // ЖМП. 2015. — № 1. — С. 90 — 91.
- «Памяти Господней добрый хранителю». [Рец.:] Бирюкова Ю. А., Овчинников П., свящ. Подвиг священномученика Захарии (Лобова), епископа Аксайского, архиепископа Воронежского и Задонского (1865—1937). Ростов-на-Дону: Антей, 2014 // Вестник ПСТГУ. II. История Русской Православной Церкви. 2015. — Вып. 3 (64). — С. 157—160.
- «Нам не нужны ни старая, ни новая Церковь…» Церковные расколы в Донской области в 1920—1930-е гг. Сборник документов и материалов / Л. В. Табунщикова, А. В. Шадрина — Ростов-на-Дону: Антей. 2015 // Вестник ПСТГУ. II. История Русской Православной Церкви. 2016. — Вып. 3 (70). — С. 141—145.
- «Церковь снова будет светом во тьме…» [Рец.: Ершова А. А. «В тюрьме в 1920 году». Воспоминания. — М.: Культурно-просветительский фонд «Преображение». Свято-Филаретовский православно-христианский институт. 2017] // Вестник ПСТГУ. II. История Русской Православной Церкви. 2017. — Вып. 76. — С. 141—144.
- Наступает время творческого собирания всех живых духовных сил // Вестник ПСТГУ. Серия II: История. История Русской Православной Церкви. 2018. — Вып. 82. — С. 149—152 — Рец. на кн.: Юго-Восточный Русский Церковный Собор 1919 года / Сб. документов под ред. Ю. А. Бирюковой. — М.: Изд. Новоспасского монастыря, 2018.
- Православная Сибирь в преддверии «Хамодержавия» — Рец. на кн.: Белоус П. В. Тобольская епархия в годы Первой мировой войны (1914—1918). Тюмень: Издательство Тюменского государственного университета. 2018. — 288 с. // Вестник ПСТГУ. Серия II: История. История Русской Православной Церкви. 2019. — Вып. 90. — С. 151—154.
- О служении архиепископа Иоанна на Пензенской земле. Рец. на изд.: Зелёв С. В., Аристова К. Г. Священномученик Иоанн (Поммер). Пензенский период служения (1918—1921). Пенза. 2018. // ЖМП. 2020. — № 5. — С. 81-83.
- Новая страница в истории северного монашества. Рецензия на книгу: Шевченко Т. И. Валаамские иноки в эпоху гонений: Московское подворье Валаамского монастыря и его насельники после революции 1917 года. — М.: Изд-во ПСТГУ. 2018. 272 с. // Вестник Екатеринбургской духовной семинарии. 2020. — № 3 (31). — С. 379—386.
- Как не потеряться в «джунглях зилотства»?: Рец. на кн.: Бочков П., свящ. Обзор неканонических православных юрисдикций ХХ-ХХI вв. СПб: Свое издательство. 2018. Т. 1-4. Изд. 2-е, испр. и доп. // Вестник ПСТГУ. Серия II: История. История Русской Православной Церкви. 2020. — Вып. 94. — С. 173—176.
- Капля в океане скорби // Вестник ПСТГУ. Серия II: История. История Русской Православной Церкви. 2021. — Вып. 99. — С. 165—168 — Рец. на кн.: Пученков А., Калиновский В. Духовный форпост России. Православное духовенство Крыма в 1914—1920 годах. СПб.: Владимир Даль, 2020.
- «Необычный» архиерей // Вестник ПСТГУ. Серия II: История. История Русской Православной Церкви. 2022. - Вып. 108. - С. 165-169 — Рец. на кн.: Дмитриенко А. Г. За святую правду любви и братства. Епископ-катехизатор Макарий (Опоцкий) 1872–1941: Биография. Проповеди. Письма. Литургическое наследие. Воспоминания. М.: Свято-Филаретовский православно-христианский институт. 2021.

- Протопресвитер Георгий Шавельский и Карловацкий Синод // pobeda.ru, 24.02.2000
- Московский Патриархат и Русская Зарубежная Церковь. О чём говорят опубликованные документы? // «Радонеж», 29.06.2005
- Русское военное духовенство в 1917 году // sedmitza.ru, 7 июля 2006
- Неизвестные страницы истории русского военного духовенства // sedmitza.ru, 8 августа 2006
- Участие епископа Серафима (Соболева) в реорганизации заграничного церковного управления в 1922—1923 годах // «Русская линия», 11.07.2007
- Скорби «строевого капитана» (Военное духовенство в предреволюционную эпоху) // miloserdie.ru, 05.12.2007
- Митрополит Евлогий (Георгиевский): упущенные возможности // 24 ноября 2009
- О восстановлении общения между Зарубежным Синодом и Болгарской Православной Церковью // sedmitza.ru, 22 марта 2010
- Протоиерей Стефан Ляшевский как свидетель исповеднического служения патриарха Сергия (Страгородского) // sedmitza.ru, 8 июня 2010
- Партия консерваторов в Болгарской Церкви и коммунистическая власть // rusk.ru, 10.09.2010
- Архиепископ Царицынский Дамиан (Говоров) и его просветительская деятельность в эмиграции, 17.11.2010
- Военные священники в сонме новомучеников и исповедников Российских // pravoslavie.ru, 11 февраля 2011 г.
- Служение протопресвитера Георгия Шавельского в эмиграции (К 60-летию со дня кончины) // sedmitza.ru, 3 октября 2011
- Последние годы земного служения архиепископа Серафима (Соболева) // sedmitza.ru, 30 ноября 2011
- Архиепископ Серафим (Соболев) о принципах церковного управления // сайт Русского подворья в Софии, 09.12.2012
- Архиепископ Серафим (Соболев) и церковные проблемы современности // bogoslov.ru, 8 февраля 2013 г.
- Деятельность Церковного управления на юго-востоке России в годы Гражданской войны //
- Архиепископ Челябинский Гавриил (Чепур) и его наследие // pravoslavie.ru, 1 января 2015
- Распоряжения Патриарха Тихона относительно Русской Зарубежной Церкви // rusk.ru, 6 ноября 2017
- Русская Зарубежная Церковь и коммунистическое государство // pravoslavie.ru, 18 июля 2017
- Об отношении Русской Зарубежной Церкви ко Второй мировой войне // pravoslavie.ru, 20 ноября 2017
- Русская Зарубежная Церковь и династия Романовых // pravoslavie.ru, 17 июля 2018
- Ради исторической справедливости. Русская Зарубежная Церковь и кирилловская ветвь Дома Романовых // stoletie.ru, 22.01.2019
- Русская Зарубежная Церковь против канонических нарушений Фанара // pstgu.ru, 22 марта 2019

- Конференция «Религиозная деятельность русского зарубежья» в Всероссийской государственной библиотеке иностранной литературы 9-10 ноября 2005 г. // Вестник ПСТГУ. Серия 2: История. История Русской Православной Церкви. 2006. Вып. 2 (19). — С. 343—345
- Уголок России на Американском континенте // Православная Москва. 2011, декабрь. — № 24 (498). — С. 9
- «Красный владыка» русского зарубежья. Митрополит Вениамин (Федченков) и его административная миссия // НГ-религии. 2011, 21 декабря № 22 (304). — С. 6.
- Что такое мученичество за Христа? // Жизнь во Христе. 2013. Октябрь. — С. 50.
- Забытые герои // Генерал Скобелев / сост. Р. Г. Гагкуев. — 2-е изд., испр. и доп. — М.: Информационное агентство «Белые воины»; Издательский дом «Достоинство». 2013. — С. 621—625.
- Культ Сталина: обновленчество или язычество? // «Православный» сталинизм. Вопросы и ответы. — М.: Символик, РИСИ. 2016. — С. 112—121. (2-е издание — 2017)

- Написать историю Русской Зарубежной Церкви без уклонения вправо или влево // rocorstudies.org, 6 апреля 2009
- Какво не знаем за архиеп. Серафим (Соболев) (болг.) // официальный сайт Болгарской православной церкви, 6 декабря 2011
- Оболганная война // Спас. 2013. — № 3. — С. 4.
- Царский путь святителя Серафима // Православный Воронеж. 2016. — № 5—6 (194—195). — С. 10—11.
- При Сталине был бы порядок? // pravmir.ru, 19 мая 2017
- У человека часто бывает слишком прямолинейное представление об истории // Институт дистанционного образования ПСТГУ, 28.11.2017
- Церкви была объявлена война. Историк Андрей Кострюков об антицерковных декретах советской власти // pravoslavie.ru, 2 февраля 2018
- Власть опасалась, что Церковь уйдет в подполье. Историк Андрей Кострюков об антицерковных декретах советской власти // pravoslavie.ru, 5 февраля 2018
- Андрей Кострюков: Заслуги Зарубежной Церкви по достоинству оценят лишь наши потомки // pstgu.ru, 23.12.2020
- «Мы ужаснемся, когда архивы будут вновь рассекречены» // pstgu.ru, 03.03.2023
- Русская Православная Церковь Заграницей и Московский Патриархат: история разделения и примирения внутри Поместной Русской Церкви // Журнал Московской Патриархии. 2025. — № 1. — С. 72—83.

- Шавельский Г., протопр. В школе и на службе. Воспоминания. — М.—Брюссель: Conference Sainte Trinite du Patriarcat de Moscou ASBL; Екатерининский мужской монастырь. 2016 / Кострюков А. Вступ. статья, подготовка текстов, комментарии, именной указатель. — ISBN 978-5-904685-16-4
- Три письма В. Н. Лосского митрополиту Сергию (Страгородскому) // Русско-Византийский вестник. — 2025. — № 2 (21). — С. 133–142.

## Награды
- 2007 — Медаль преподобного Сергия Радонежского I степени.
- 2014 — Медаль св. благоверного князя Даниила Московского.
- 2015 — Диплом II степени в номинации «Лучшее издание по истории Русской Православной Церкви в XX веке» Х открытого конкурса изданий «Просвещение через книгу» за книгу «Пламень огненный. Жизнь и наследие архиепископа Серафима (Соболева)».
- 2017 — Диплом II степени в номинации «Лучшее издание по истории Русской Православной Церкви в XX веке» ХII открытого конкурса изданий «Просвещение через книгу» за книгу «Из истории взаимоотношений Русской и Константинопольской Церквей в XX веке».
- 2023 — Медаль ордена святителя Макария Московского
- 2023 — Медаль «За усердные труды на ниве духовного образования»